# Combate del río Yaupi
El combate del río Yaupi fue un enfrentamiento sucedido entre el 31 de julio y el 1 de agosto de 1941 en el marco de la guerra peruano-ecuatoriana, entre soldados de la guarnición ecuatoriana de Huasaga y tropas peruanas, de la guarnición Subteniente Castro y el puesto Cahuide, saldándose con la victoria de estas últimas.

## Acciones previas
En la mañana del 5 de julio de 1941, se sucedieron una serie de enfrentamientos, los cuales se extendieron a lo largo del río Zarumilla. Con estas acciones, se iniciaría la guerra peruano-ecuatoriana.
El día 15, según los informes enviados por Alberto Vinueza Mazón, fueron tomados prisioneros dos soldados peruanos, mientras realizaban acciones de espionaje y reconocimiento, frente a la guarnición de Huasaga. Acto seguido, fueron interrogados y enviados a Méndez, base del batallón Ecuador, centro de mando de las guarniciones de Huasaga y la cercana Gazipum. Durante el interrogatorio, se supo que la invasión peruana era inminente.
El 23, el ejército del Perú inició una gran ofensiva contra las tropas ecuatorianas, retirándolos de los márgenes del Zarumilla y procediendo a ocupar la provincia de El Oro. Dos días después, dos soldados de la guarnición de Gazipum, mientras efectuaban un recorrido de vigilancia en la orilla izquierda del río Santiago, tropezaron por una patrulla peruana, trabándose un pequeño enfrentamiento.
El 30, tropas peruanas ocuparon posiciones en la colina ubicada al otro lado del río Yaupi, frente a Huasaga.

## La batalla
El 31 de julio, las tropas peruanas al mando del capitán Pedro Rivadeneira, comenzaron a cruzar el río Yaupi. Al día siguiente, a las 5:45 a. m., abrieron fuego contra Huasaga. La guarnición resistió poco más de dos horas, cuando Rivadeneira ordenó una maniobra por la cual Huasaga fue rodeada. A las 7:30 a. m., terminó la batalla.

## Epílogo
Las tropas ecuatorianas sufrieron 3 muertos y 4 prisioneros. Entre estos últimos estaba el jefe de Huasaga, Alberto Vinueza Mazón. 3 soldados lograron escapar a Gazipum, informando de lo sucedido a su comandante, Hugo Ortiz Garcés. Este último había observado toda la batalla y remitió un informe a Méndez sobre lo sucedido.
El 2 de agosto, las tropas peruanas atacaron a Gazipum, resultando nuevamente victoriosas.